# Oswald Thompson Allis
Oswald Thompson Allis (9 septembre 1880 - 12 janvier 1973) est un théologien presbytérien américain et un bibliste.

## Biographie
Né en 1880, il étudie à l'Université de Pennsylvanie et au Séminaire théologique de Princeton. Il obtient une maîtrise de l'Université de Princeton et un doctorat de l'Université de Berlin. Plus tard, Allis reçoit un doctorat honorifique en théologie du Hampden Sydney College en 1927.
Allis enseigne au département de philologie sémitique du séminaire théologique de Princeton (1910-1929). En 1929, Allis, John Gresham Machen, Robert Dick Wilson et d'autres fondent le séminaire théologique de Westminster. Allis est riche et indépendant, et c'est sa propriété de Philadelphie qui sert initialement de siège au nouveau séminaire. Il enseigne à Westminster pendant six ans, puis démissionne en 1935 pour se consacrer à l'écriture et aux études. Deux de ses ouvrages les plus remarquables sont Prophecy and the Church (1945) et God Spake by Moses (1951). Allis est un théologien chrétien conservateur qui croit à la paternité mosaïque du Pentateuque ainsi qu'à la paternité unique du livre d'Isaïe. Il est rédacteur en chef de la Princeton Theological Review de 1918 à 1929. En 1946, il donne des conférences au séminaire théologique de Columbia.
Allis condamne également le dispensationalisme comme une erreur moderne dans son article de journal, « Modern Dispensationalism and the Doctrine of the Unity of Scripture », publié dans l'Evangelical Quarterly (1936) : « [s]i la Haute Critique est l'erreur de celui qui ne croit pas à la Bible, le « dispensationalisme », comme on l'appelle, est l'erreur de beaucoup de croyants à la Bible. »

## Livres
- The Five Books of Moses. The Presbyterian and Reformed Pub. Co. (1943)
- The Old Testament: Its Claims and Its Critics
- The Five Books of Moses: A reexamination of the modern theory that the Pentateuch is a late compilation from diverse and conflicting sources by authors and editors whose identity is completely unknown
- God Spake by Moses: An Exposition of the Pentateuch (1951)
- Prophecy and the Church: An examination of the claim of dispensationalists that the Christian church is a mystery parenthesis which interrupts the fulfilment ... the kingdom prophecies of the Old Testament (1945)
- The Unity of Isaiah: A Study in Prophecy  (1977)
- Dr. Moffat's "New Translation " of the Old Testament
- The New English Bible, the New Testament of 1961: A comparative study
- Revision or New Translation?: The Revised Standard Version of 1946: A comparative study